# Świerszcz za kominem (film 1915)
Świerszcz za kominem (ros. Сверчок на печи) – rosyjski film niemy z 1915 roku w reżyserii Borisa Suszkiewicza zrealizowany według inscenizowanego w pierwszym studiu MChT-u opowiadania Karola Dickensa (premiera spektaklu odbyła się w 1914 roku). Film nie zachował się do naszych czasów.

## Obsada
- Michaił Czechow
- Grigorij Chmara
- Marija Durasowa
- Marija Uspienska
- Jewgienij Wachtangow